# Mythe des nazis homosexuels
 (mars 2022).
La mise en forme du texte ne suit pas les recommandations de Wikipédia : il faut le « wikifier ».
Les points d'amélioration suivants sont les cas les plus fréquents. Le détail des points à revoir est peut-être précisé sur la page de discussion.
- Les titres sont pré-formatés par le logiciel. Ils ne sont ni en capitales, ni en gras.
- Le texte ne doit pas être écrit en capitales (les noms de famille non plus), ni en gras, ni en italique, ni en « petit »…
- Le gras n'est utilisé que pour surligner le titre de l'article dans l'introduction, une seule fois.
- L'italique est rarement utilisé : mots en langue étrangère, titres d'œuvres, noms de bateaux, etc.
- Les citations ne sont pas en italique mais en corps de texte normal. Elles sont entourées par des guillemets français : « et ».
- Les listes à puces sont à éviter, des paragraphes rédigés étant largement préférés. Les tableaux sont à réserver à la présentation de données structurées (résultats, etc.).
- Les appels de note de bas de page (petits chiffres en exposant, introduits par l'outil «  Source ») sont à placer entre la fin de phrase et le point final[comme ça].
- Les liens internes (vers d'autres articles de Wikipédia) sont à choisir avec parcimonie. Créez des liens vers des articles approfondissant le sujet. Les termes génériques sans rapport avec le sujet sont à éviter, ainsi que les répétitions de liens vers un même terme.
- Les liens externes sont à placer uniquement dans une section « Liens externes », à la fin de l'article. Ces liens sont à choisir avec parcimonie suivant les règles définies. Si un lien sert de source à l'article, son insertion dans le texte est à faire par les notes de bas de page.
- La présentation des références doit suivre les conventions bibliographiques. Il est recommandé d'utiliser les modèles {{Ouvrage}}, {{Chapitre}}, {{Article}}, {{Lien web}} et/ou {{Bibliographie}}. Le mode d'édition visuel peut mettre en forme automatiquement les références.
- Insérer une infobox (cadre d'informations à droite) n'est pas obligatoire pour parachever la mise en page.

Pour une aide détaillée, merci de consulter Aide:Wikification.
Si vous pensez que ces points ont été résolus, vous pouvez retirer ce bandeau et améliorer la mise en forme d'un autre article.
 (mars 2022).
Le contenu est difficilement compréhensible vu les erreurs de traduction, qui sont peut-être dues à l'utilisation d'un logiciel de traduction automatique.
 (mars 2022).

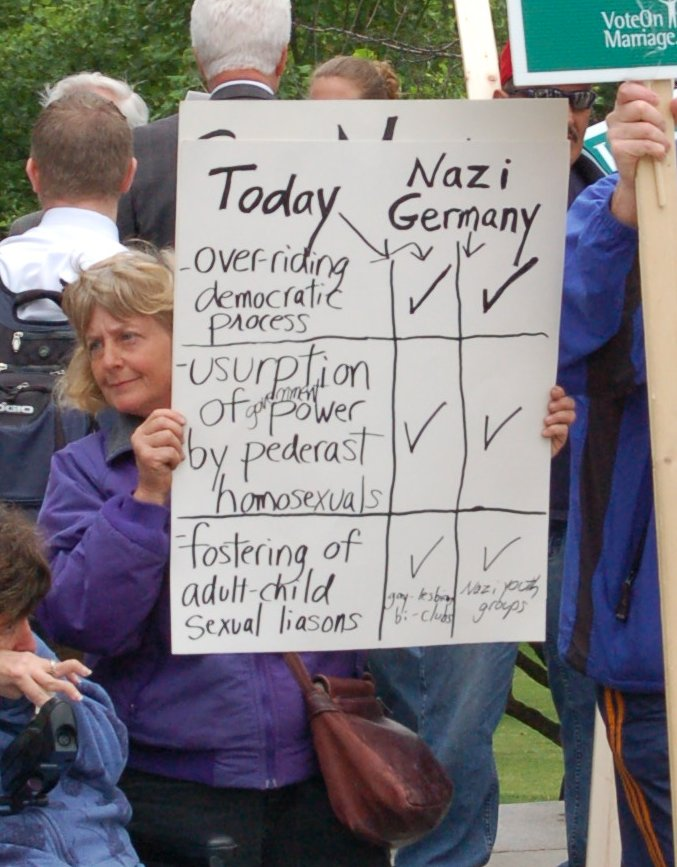
Manifestant opposé au mariage gay à Boston, 2007.

La thèse du contrôle de l'organisation nazie par des homosexuels est un mythe répandu et durable selon lequel ceux-ci étaient nombreux, occupaient des positions importantes et formaient un réseau essentiel au sein du parti nazi ou le fait que le nazisme était plus généralement identifié à l'homosexualité. Il a été promu par divers individus et groupes avant et après la Seconde Guerre mondiale, en particulier par les Allemands de gauche à l'époque nazie et par la droite chrétienne aux États-Unis plus récemment. Bien que certains homosexuels aient rejoint le parti nazi, il n'y a aucune preuve qu'ils y étaient surreprésentés. Les nazis ont sévèrement critiqué l'homosexualité et sévèrement persécuté les homosexuels, allant même jusqu'à les assassiner en masse. Par conséquent, les historiens considèrent le mythe comme n'ayant aucun fondement.

## Contexte

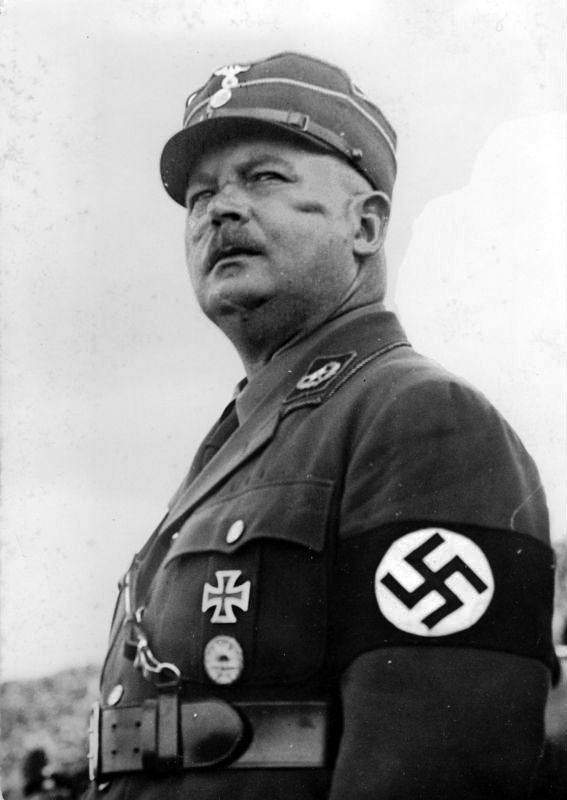
Ernst Röhm, un éminent nazi connu pour son homosexualité.

Dans l'Allemagne nazie, les homosexuels étaient persécutés. Environ 100 000 ont été arrêtés, 50 000 condamnés et quelque 5 000 à 15 000 internés dans des camps de concentration nazis, où ils ont été contraints de porter des badges triangulaires roses. Certains ont subi la castration ou d'autres expérimentations humaines nazies visant à « guérir » l'homosexualité. Adolf Hitler a signé un décret selon lequel les SS et les policiers seraient passibles de la peine capitale s'ils étaient surpris en train de se livrer à des activités homosexuelles,. Selon Laurie Marhoefer, un petit nombre d'homosexuels appartenaient à une faction secrète au sein du parti nazi qui favorisait l'émancipation des homosexuels tout en dénigrant les féministes, les juifs et les gauchistes. La propagande nazie affirmait que « l'émancipation homosexuelle était une conspiration juive visant à saper la moralité du peuple allemand ». En 1928, le parti nazi a répondu à une question sur sa position sur le paragraphe 175, la loi allemande criminalisant l'homosexualité, en écrivant que « Quiconque pense même à l'amour homosexuel est notre ennemi ».

## Histoire

### Origines
Le mythe est presque aussi ancien que le parti nazi lui-même. Le Parti social-démocrate d'Allemagne (SPD) et le Parti communiste d'Allemagne (KPD) étaient les principaux partisans de l'abrogation du paragraphe 175, la loi allemande criminalisant l'homosexualité. Ils ont également utilisé de manière opportuniste des accusations d'homosexualité contre des opposants politiques,. Les contemporains ont noté l'hypocrisie de cette approche. L'historien Christopher Dillon commente, "Bien que loin de l'heure la plus raffinée de la social-démocratie allemande moralement … c'était politiquement une tactique astucieuse". Confrontés à la montée du nazisme, ils exploitent un stéréotype associant l'homosexualité au militarisme instauré lors de l'affaire Eulenburg et exploitent l'homosexualité de quelques nazis, notamment Ernst Röhm, à des fins de propagande. Par exemple, en 1927, des députés du SPD ont chahuté le député nazi Wilhelm Frick, aux cris de "Hitler, heil, heil, heil. Heil Eulenburg !" après que Frick ait appelé à des peines sévères pour homosexualité. Des paramilitaires de gauche ont raillé la SA à grands cris de Geil Röhm ("Chaud Röhm !"), Heil Gay ("Salut le gay") ou SA, Hose runter ("SA, pantalon baissé !"),. En 1931, le SPD a révélé l'homosexualité de Röhm dans le but d'empêcher ou de retarder la prise du pouvoir par les nazis à un moment où les défenseurs de la démocratie de Weimar sentaient qu'ils manquaient d'options,.
Le best-seller mondial The Brown Book of the Reichstag Fire and Hitler Terror (1933) (que l'on peut traduire par : Le livre brun de l'incendie du Reichstag et de la terreur hitlérienne) - une idée originale du politicien du KPD Willi Münzenberg - a affirmé que l'assistant de Röhm, Georg Bell (de), qui a été assassiné au début de 1933 en Autriche, avait été son proxénète et avait procuré l'incendiaire du Reichstag Marinus van der Lubbe pour Röhm,,. Le livre affirmait qu'une clique d'homosexuels dirigée par Heines avait mis le feu au Reichstag. Van der Lubbe est resté derrière et a accepté seul le blâme en raison de son manque d'affection désespéré ; Bell a été tué pour le couvrir. Il n'y avait aucune preuve pour ces revendications,, et en fait Heines était à plusieurs centaines de kilomètres à l'époque. Néanmoins, le sujet était si politiquement explosif qu'il a été présenté au procès de van der Lubbe à Leipzig,. Wackerfuss déclare que la conspiration du Reichstag a fait appel aux antifascistes en raison de leur croyance préexistante sur le fait que "le cœur de la politique nationaliste militante des nazis réside dans les plans sinistres des criminels homosexuels décadents".
Les spéculations sur l'homosexualité supposée de divers dirigeants nazis, en particulier Rudolf Hess, Baldur von Schirach et Hitler lui-même, étaient populaires dans les médias de l'opposition allemande en exil. En Union soviétique, Maxime Gorki a affirmé : "Éradiquez les homosexuels et le fascisme disparaîtra",,. Les gauchistes, même ceux qui étaient eux-mêmes homosexuels, ont continué à avoir une aversion pour tous les rapports sexuels non monogames ou non hétérosexuels. Les homosexuels antifascistes devaient rester au placard pour éviter d'être rejetés par leur mouvement.
Hitler a exagéré l'homosexualité dans la SA afin de justifier la purge de 1934 de la direction de la SA (la Nuit des longs couteaux),. Selon l'historien britannique Daniel Siemens, ce sont les nazis, et non la gauche, qui sont les plus responsables de l'impression durable des SA en tant qu'homosexuels.
D'autres anti-nazis, comme Kurt Tucholsky écrivant dans le journal de gauche Die Weltbühne en 1932, ont rejeté l'idée d'attaquer les opposants pour leur vie personnelle. Concernant le scandale Röhm, il a commenté : "Nous combattons le scandaleux §175, partout où nous le pouvons, nous ne devons donc pas rejoindre le chœur de ceux d'entre nous qui veulent bannir un homme de la société parce qu'il est homosexuel". L'écrivain allemand Klaus Mann (lui-même homosexuel) écrivait dans un essai polémique, Le vice et la gauche (1934), que les homosexuels étaient devenus les "Juifs des antifascistes". Il a également dénoncé l'équation fasciste du Männerbund et l'homosexualité. Mann a conclu :
"Dans le Troisième Reich, les homosexuels sont régulièrement arrêtés et placés dans des camps de travail ou même castrés et exécutés. En dehors de l'Allemagne, ils sont ridiculisés dans la presse de gauche et la communauté émigrée allemande. Nous en sommes au point où les homosexuels deviennent des boucs émissaires de toutes parts. De toute façon, l'homosexualité ne sera pas « éradiquée » et, si elle l'était, elle appauvrirait la civilisation."
Bien que Mann ait été l'un des intellectuels les plus éminents parmi les Allemands exilés, son essai a été ignoré.
En 1945, Samuel Igra, un juif allemand qui avait passé la guerre en Angleterre,  publia un livre, Germany's National Vice, affirmant qu'« il existe un lien de causalité entre la perversion sexuelle de masse » et les crimes de guerre allemands pendant les deux guerres mondiales. Il s'agissait d'un nouvel élément absent du discours antifasciste des années 1930. Igra a cité avec approbation le diplomate britannique Robert Smallbones, qui a écrit en 1938 que "l'explication de cette flambée de cruauté sadique peut être que la perversion sexuelle, en particulier l'homosexualité, est très répandue en Allemagne". Il a fait valoir que puisque le judaïsme et le christianisme ont traditionnellement condamné l'homosexualité, "les Juifs étaient les ennemis naturels des dirigeants nazis homosexuels tels que Hitler et Röhm". Igra a écrit :
"Je pense qu'il est raisonnable de soutenir que les forces psychologiques qui ont déclenché les orgies sadiques des camps de concentration, les meurtres de masse en Allemagne… et les atrocités ultérieures dans les pays occupés peuvent être attribuées principalement à une source et que cette source est la perversion morale qui sévissait parmi les dirigeants nazis et qui avait son incarnation typique en Hitler lui-même."
Le chercheur britannique Gregory Woods décrit le livre d'Igra comme "une poursuite soutenue et obsessionnelle du mythe de l'homosexualité fasciste". L'argument d'Igra est miné par son incapacité à expliquer la persécution nazie des homosexuels ou à justifier son affirmation selon laquelle l'homosexualité augmente l'antisémitisme. Selon Woods, les affirmations d'Igra "sont réapparues à intervalles réguliers depuis la guerre".

### Littérature et cinéma d'après-guerre
L'historien et sociologue Harry Oosterhuis a identifié les films Les Damnés de Luchino Visconti (1969), Le Conformiste de Bernardo Bertolucci (1971), Salò ou les 120 Journées de Sodome de Pier Paolo Pasolini (1975) et Le Tambour de Volker Schlöndorff (1978) comme répétant le trope d'un lien entre l'homosexualité et le nazisme. Il identifie également Theodor W. Adorno, Maria Antonietta Macciocchi et Reimut Reiche comme des écrivains qui emploient ce trope. Susan Sontag a également affirmé qu'"il existe un lien naturel" entre le fascisme et le sadomasochisme entre hommes.

### Activisme anti-LGBT

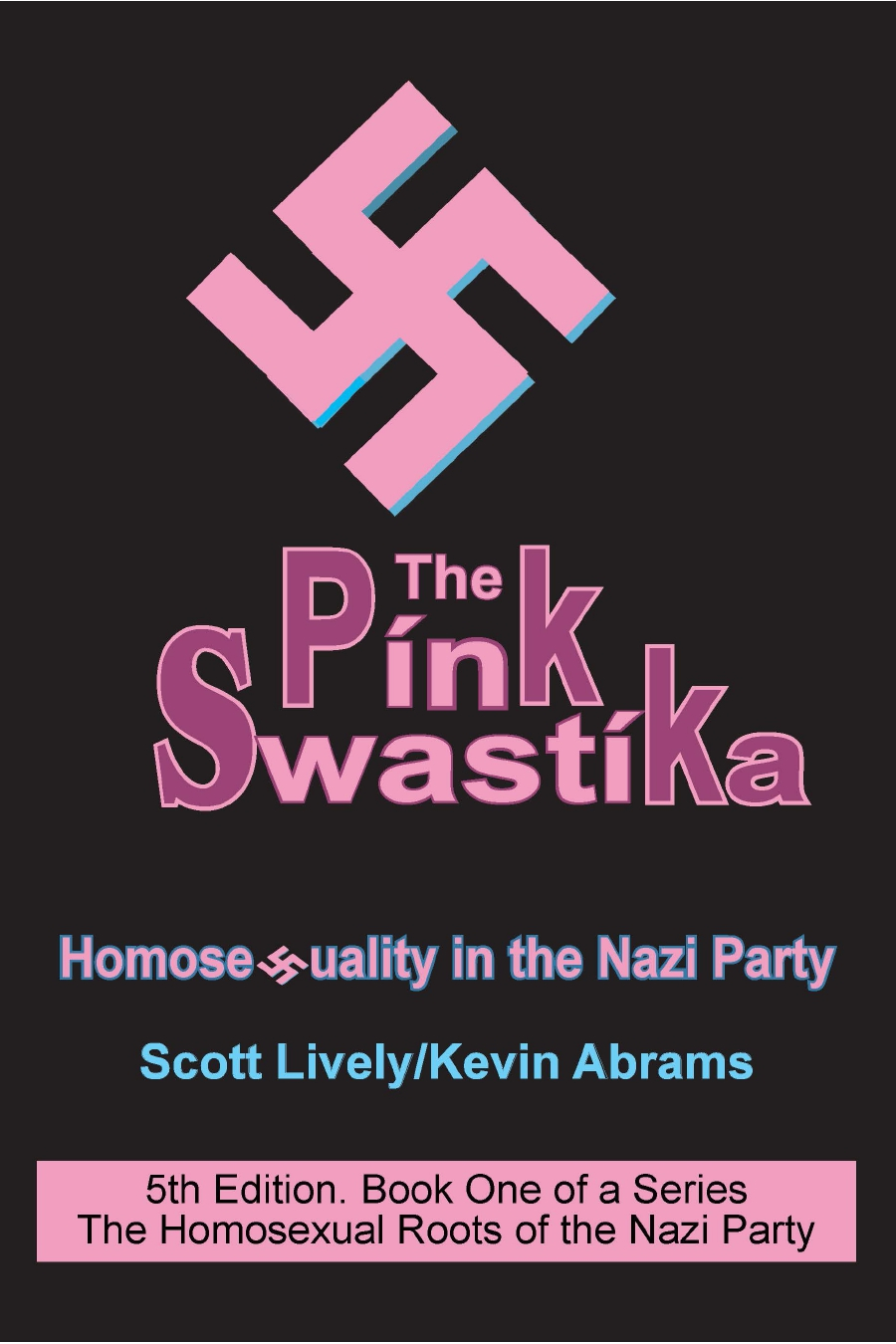
Couverture du livre The Pink Swastika

Pat Robertson a également promu l'idée des nazis homosexuels, affirmant que "beaucoup de ces personnes impliquées avec Adolf Hitler étaient des satanistes. Beaucoup d'entre eux étaient des homosexuels. Les deux semblent aller de pair". L'idée a été promue dans le livre de 1995 The Pink Swastika: Homosexuality in the Nazi Party (Homosexualité au sein du parti nazi) de Scott Lively et Kevin Abrams. Le lien présumé entre l'homosexualité et le nazisme a acquis une certaine popularité dans la droite américaine, étant promu par des groupes tels que l'American Family Association. En 1993, le Family Research Institute a envoyé un journal demandant "Le jeune Hitler était-il une prostituée homosexuelle?", Citant le livre d'Igra comme preuve qu'Hitler était homosexuel avant son arrivée au pouvoir. Le groupe de défense anti-gay Oregon Citizens Alliance a déclaré que :
"L'homosexualité était un élément CENTRAL du système fasciste, que l'élite nazie était envahie par l'homosexualité et la pédérastie, qu'Adolph Hitler s'est intentionnellement entouré d'homosexuels pendant toute sa vie d'adulte et que les personnes les plus responsables de nombreuses atrocités nazies étaient homosexuelles."
En 2015, les déclarations selon lesquelles les militants LGBT étaient des "voyous homofascistes bottés" et qu'Hitler était un homosexuel figuraient parmi les controverses qui ont conduit au limogeage du responsable du Comité national républicain, Bryan Fischer,. Fischer a également affirmé que le parti nazi avait été fondé dans "un bar gay à Munich", que seuls les nazis qui étaient des "homosexuels purs et durs" pouvaient progresser dans les rangs du parti, et que "les militants homosexuels… [feront] la même chose pour vous que les nazis ont fait à leurs adversaires dans l'Allemagne nazie". Lors du référendum irlandais de 2015 sur le mariage homosexuel, le psychologue et avocat du No Gerard van den Aardweg "a affirmé que le parti nazi était" enraciné "dans les homosexuels". Dans Death of a Nation, un film de 2018 salué par Donald Trump, Jr., Dinesh D'Souza a affirmé qu'Hitler n'avait pas persécuté les homosexuels dans l'Allemagne nazie,.

## Accueil

### Histoire

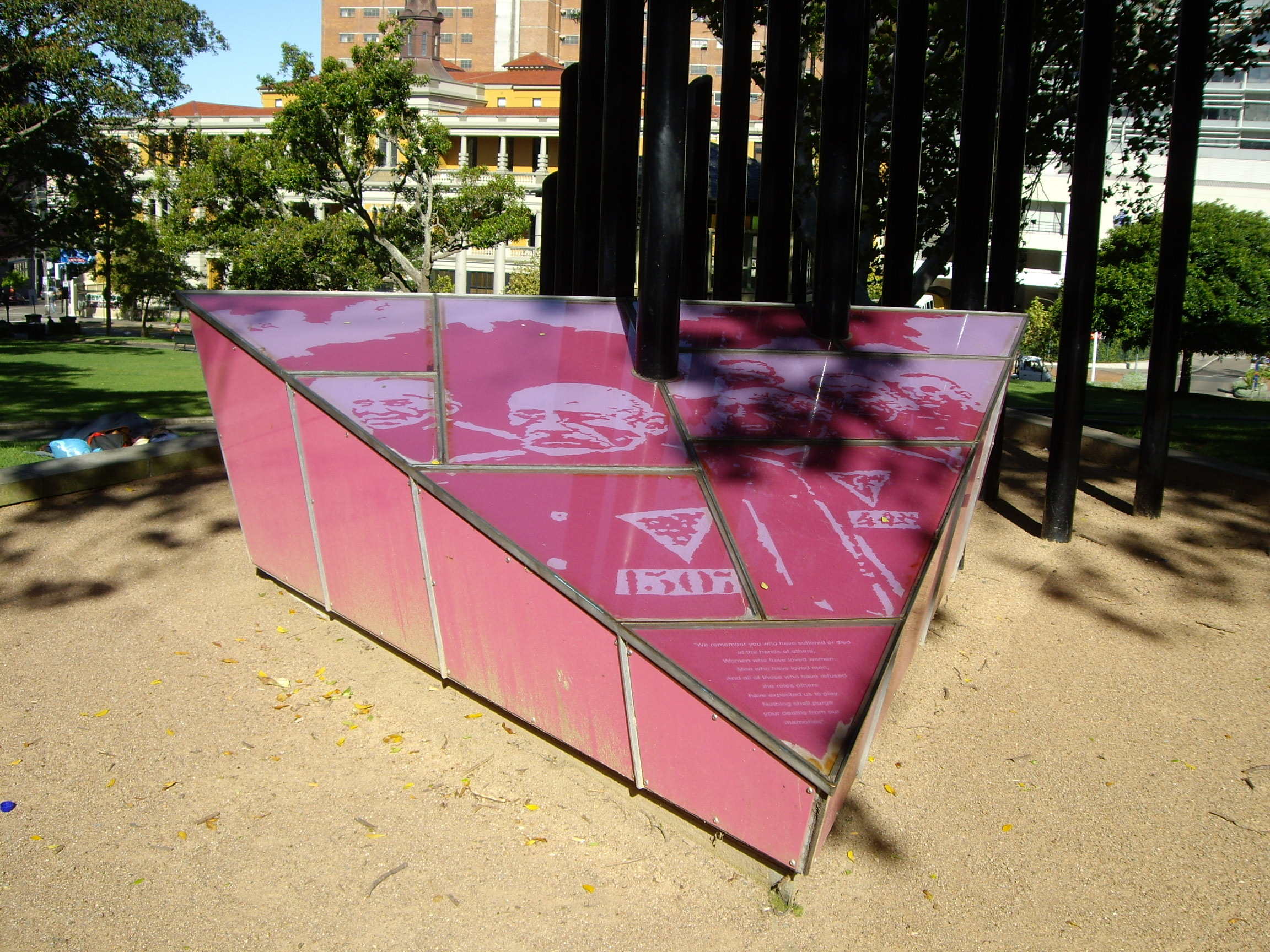
Mémorial de l'Holocauste gay et lesbien de Sydney.

La sociologue américaine Arlene Stein reconnaît que s'il y avait un certain degré d'homoérotisme dans les sports et la culture physique nazis, qui était canalisé dans « le militarisme, la brutalité et les fixations idéologiques sur des personnalités dirigeantes puissantes », cela ne prouve pas les affirmations révisionnistes. Elle note que les nazis "identifiaient l'homosexualité à l'émasculation des hommes", ce qui menaçait la famille traditionnelle louée dans la propagande nazie.  Le sociologue allemand Erwin J. Haeberle a écrit : « Il est souvent supposé par les étudiants occasionnels du nazisme qu'Hitler et de nombreux dirigeants nazis étaient à l'origine assez tolérants à l'égard de l'homosexualité, que l'ensemble de la direction SA, par exemple, était homosexuelle, et que le l'intolérance ne s'est installée qu'après le meurtre de Rohm et de ses amis en 1934. Cependant, toutes ces hypothèses sont fausses".
Il n'y a aucune preuve que les homosexuels étaient surreprésentés dans le parti nazi, ce que Siemens considère comme peu probable en raison de la politique homophobe des nazis,. L'historienne Laurie Marhoefer conclut : "Bien que remarquablement vivace, mutable, capable de se régénérer dans divers contextes, et même diverti parfois par des historiens réputés, le mythe des légions de nazis homosexuels n'a aucun fondement historique". Daniel Siemens a listé Alexander Zinn (de), Jörn Meve et Andreas Pretzel (de) en tant qu'écrivains sur l'historiographie des nazis homosexuels qui seraient d'accord avec la déclaration de Marhoefer.
Selon l'historien américain Andrew Wackerfuss dans le livre Stormtrooper Families, Hitler et Lively ont approuvé l'idée qu'il y avait un "culte sinistre et intrigant" au sein de la SA qui était "responsable des excès du fascisme", mais en fait des membres homosexuels de la SA étaient situés à l'intérieur de réseaux hétérosexuels plus larges et n'étaient pas particulièrement malveillants. Wackerfuss souligne que "la grande majorité des homosexuels ont été antifascistes, tandis que la grande majorité des fascistes ont été hétérosexuels", et qu'il n'y a rien d'intrinsèquement fasciste dans l'homosexualité ou vice versa. Écrivant dans Journal of the History of Sexuality, Erik N. Jensen considère le lien entre l'homosexualité et le nazisme comme la récurrence d'un "mythe pernicieux… depuis longtemps dissipé" par une "érudition sérieuse",. Dans les années 1970, les gays et les lesbiennes ont commencé à utiliser le triangle rose comme symbole, en partie pour tenter de réfuter "le mythe vicieux et influent créé par les antifascistes selon lequel les nazis étaient eux-mêmes, d'une manière fondamentale, homosexuels", selon les mots de l'historien Jonathan Ned Katz,. L'historien Jonathan Zimmerman a décrit l'affirmation selon laquelle "les homosexuels ont aidé à amener le nazisme en Allemagne" comme "un mensonge catégorique".
En 2014, l'historien allemand de la culture Andreas Pretzel a écrit que « The Fantasy Echo of gay nazis, qui a été utilisé pendant des décennies pour marginaliser et discréditer la persécution homosexuelle, s'est largement estompé. L'allégation implicite de la culpabilité collective des homosexuels persécutés est ainsi entrée dans l'histoire de la réception de la persécution nazie. fermement ancré dans l'imagerie culturelle du mouvement nazi".

### But
Wackerfuss soutient qu'en « assimilant déviance sexuelle et déviance politique », les lecteurs peuvent « se reposer confortablement dans une croyance naïve que leurs sociétés, leurs cercles sociaux et eux-mêmes ne pourront jamais tomber dans les tentations fascistes ». Selon lui, "l'image du nazi gay a donc des conséquences très réelles pour la politique moderne" malgré la rareté des nazis homosexuels réels. Selon Stein, les partisans contemporains de la théorie gay-nazie sur la droite religieuse ont quatre objectifs principaux :
1. dépouiller les homosexuels de leur statut de "victime" pour diminuer le soutien public aux droits des LGBT
2. créer un fossé entre les électeurs LGBT et juifs, deux groupes traditionnellement progressistes
3. créer un parallèle entre les chrétiens conservateurs et les juifs
4. légitimer l'idée que les chrétiens sont opprimés aux États-Unis